# فيفالدي (متصفح ويب)
Vivaldi متصفح ويب مجاني، مطور من طرف Vivaldi Technologies، الشركة التي أسست من طرف مؤسسي أوبرا، جون ستيفنسون فون تيتزشنر، وتاتسوكي توميتا، مطورو المتصفح يسعون إلى تجديد مفهوم المتصفحات وصنع متصفح أنترنت يوالم كل الأذواق بإدماجهم لخاصيات في متصفحهم لم يسبق لشركة ما أن قامت بمثلها.
في الثالث من نوفمبر 2015، Vivaldi Technologies أطلقت النسخة التجريبية من متصفح الويب وصرحت بأن النسخة التجريبية تم تحميلها لأزيد من مليوني مرة 
في السادس من أبريل 2016 Vivaldi Technologies أطلقت النسخة الثابتة الأولى للمتصفح 1.0

## الخصائص

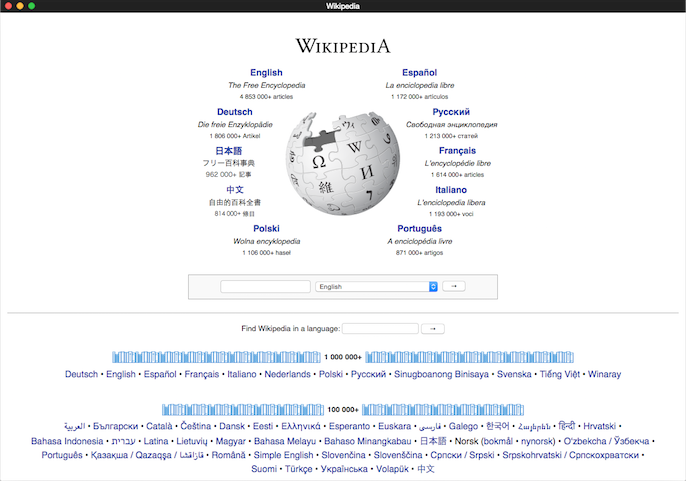
Vivaldi 1.0.228.3

### التصميم والتخصيص
Vivaldi يمكنك من تخصيص واجهة المستخدم بنفسك وعلى ذوقك، بإمكانك تغيير الألوان والخطوط وحتى مكان شريط العناوين وشريط النوافذ إضافة إلى كونه المتصفح الأكثر جاذبية من حيث المنظر، يمكن اعتبار Vivaldi متصفحا فعالا من ناحية الخصائص التي يتمتع بها.

### الخصائص
ما يميز المتصفح عن باقي المتصفحات هو كونه يتمتع بخصائص قد لا تجدها في مكان آخر، حيث يمكنك من تخصيص أي شيء كما تريد وبأي شكل أو لون تريد

## النسخة العربية للموقع
يجري الآن العمل على النسخة العربية لموقع المتصفح حيث سيتم إطلاقها قريبا.

## الاستقبال
سكوت جيبلرستون أشاد في آرس تيكنيكا عن التقنيات المستجدة التي تضمنها المتصفح.

## روابط خارجية
- فيفالدي على موقع Google Play (الإنجليزية)
- Official website
- Official blog